# Terriers (série de televisão)
Terriers é uma série de televisão estadunidense de crime e comédia dramática que foi exibida pelo FX entre 8 de setembro a 1 de dezembro de 2010, criada por Ted Griffin.

## Enredo
Terriers gira em torno do ex-policial e ex-alcoólatra,  Hank Dolworth e de seu melhor amigo, Britt Pollack, que se unem para iniciar um negócio de investigação particular não licenciado. Hank é um detetive particular que soluciona crimes usando a experiência de sua vida desregrada e Britt, um amigo nem sempre dentro da lei.

## Elenco
- Donal Logue como Henry "Hank" Dolworth
- Michael Raymond-James como Britt Pollack
- Laura Allen como Katie Nichols, namorada de Britt
- Kimberly Quinn como Gretchen Dolworth, ex-esposa de Hank
- Jamie Denbo como Maggie Lefferts, advogada de Hank e estagiaria
- Rockmond Dunbar como Detetive Mark Gustafson, amigo de Hank e antigo parceiro